# Noël Botakile
Noël Botakile est un homme politique congolais, ministre de l'Agriculture de la République démocratique du Congo dans le gouvernement Badibanga (2016-2017). Originaire de la province de la Mongala, il est aussi professeur d'université.